# Hipódromo de Tor di Valle

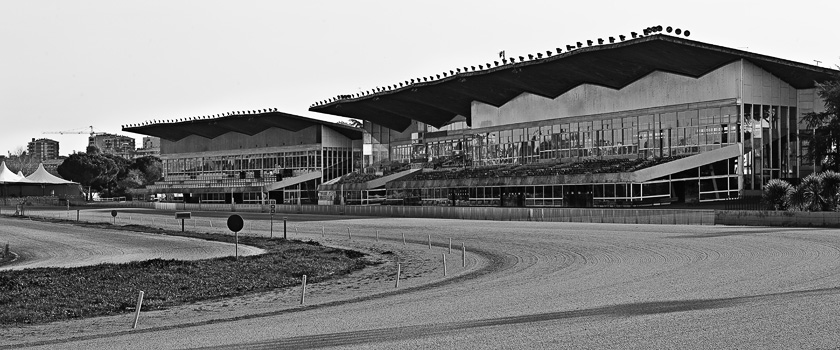
Las tribunas

El Hipódromo de Tor di Valle (en italiano: Ippodromo Tor di Valle) era un importante lugar de carreras de caballos de la ciudad de Roma. El hipódromo tenía ese nombre debido a la zona en la que se encontraba, la que incluía un hipódromo, una pista de entrenamiento y una pista de carreras. Era una de las más grandes de Europa.
Construido por Julio Lafuente en 1959. Debido a su tamaño, a menudo se convertía en un lugar para actividades culturales, musicales y eventos sociales en la ciudad.
Actualmente en ese lugar se está construyendo el Stadio della Roma.